# Liga Uruguaya de Básquetbol 2017-18
La XV Liga Uruguaya de Básquetbol de 2017-18 fue una competencia de clubes de básquet de Uruguay organizada por la FUBB el cual llevó el nombre de "20 años del Campeonato Sudamericano de Maracaibo". El torneo comenzó el 28 de septiembre con el encuentro entre Welcome y Bohemios y culminó el 29 de mayo consagrando a Malvín como campeón por quinta vez frente a Aguada.  El primero que tuvo la participación estelar de Esteban Batista en su regreso a las canchas uruguayas.

## Equipos participantes

### Ascensos y descensos
| Club      | Ascendido por                  |
| --------- | ------------------------------ |
| Larrañaga | Campeón del Metropolitano 2016 |
| Nacional  | Ganador del segundo ascenso    |
| Bohemios  | Ganador del tercer ascenso     |

| Club           | Descendido por   |
| -------------- | ---------------- |
| Unión Atlética | 12.° LUB 2016-17 |
| Sayago         | 13.° LUB 2016-17 |
| Cordón         | 14.° LUB 2016-17 |

### Clubes
Notas:  La columna "estadio" refleja el estadio dónde el equipo más veces oficia de local en sus partidos, pero no indica que el equipo en cuestión sea propietario del mismo.
| Club                  | Ciudad     | Estadio                           | Capacidad | Fundación                | Temporadas | Ligas | 2016-17          |
| Aguada                | Montevideo | Estadio Aguada                    | 1,635     | 28 de febrero de 1922    | 14         | 1     | Final            |
| Biguá                 | Montevideo | Estadio Biguá de Villa Biarritz   | 1,200     | 14 de abril de 1931      | 14         | 2     | Cuartos de final |
| Bohemios              | Montevideo | Estadio Alberto Casal             | 925       | 1 de mayo de 1932        | 10         | 0     | Ascenso          |
| Defensor Sporting     | Montevideo | ''Estadio Óscar Magurno''         | 800       | 14 de septiembre de 1910 | 15         | 2     | Semifinales      |
| Hebraica Macabi       | Montevideo | Estadio Tabaré                    | 1,100     | 25 de mayo de 1939       | 11         | 3     | Campeón          |
| Goes                  | Montevideo | ''Estadio Plaza de las Misiones'' | 1,800     | 10 de abril de 1934      | 7          | 0     | Permanencia      |
| Larre Borges          | Montevideo | ''Estadio Romeo Schinca''         | 900       | 17 de julio de 1927      | 6          | 0     | Cuartos de final |
| Malvín                | Montevideo | ''Gimnasio Juan Francisco Canil'' | 900       | 28 de enero de 1938      | 14         | 5     | Semifinales      |
| Nacional              | Montevideo | Estadio Unión Atlética            | 750       | 14 de mayo de 1899       | 3          | 0     | Ascenso          |
| Olimpia               | Montevideo | ''Estadio Albérico J. Passadore'' | 500       | 17 de septiembre de 1918 | 14         | 0     | Permanencia      |
| Trouville             | Montevideo | Estadio Club Trouville            | 780       | 1 de abril de 1922       | 15         | 1     | Cuartos de final |
| Urunday Universitario | Montevideo | Estadio Urunday Universitario     | 700       | 16 de agosto de 1931     | 3          | 0     | Cuartos de final |
| Welcome               | Montevideo | ''Estadio Óscar Magurno''         | 800       | 13 de octubre de 1926    | 11         | 0     | Permanencia      |

| Escala montevideana |
| --- |
| Trouville Welcome, Defensor Sporting Hebraica Bohemios Nacional Malvín Biguá Larre Borges Olimpia Goes Aguada Urunday Universitario |

| Palacio Peñarol              |
| Cordón                       |
|                              |
| Capacidad: 4.700             |
| Equipo local: Cancha neutral |

| Aguada               |
| La Aguada            |
|                      |
| Capacidad: 1.635     |
| Equipo local: Aguada |

| Plaza de las Misiones |
| Goes                  |
|                       |
| Capacidad: 1.800      |
| Equipo local: Goes    |

| Biguá               |
| Pocitos             |
|                     |
| Capacidad: 1.200    |
| Equipo local: Biguá |

| Tabaré                        |
| Pocitos                       |
|                               |
| Capacidad: 1.100              |
| Equipo local: Hebraica Macabi |

| Juan Francisco Canil |
| Malvín               |
|                      |
| Capacidad: 1.050     |
| Equipo local: Malvín |

| Bohemios               |
| Pocitos                |
|                        |
| Capacidad: 925         |
| Equipo local: Bohemios |

| Romeo Schinca              |
| Unión                      |
|                            |
| Capacidad: 900             |
| Equipo local: Larre Borges |

| Unión Atlética         |
| Malvín                 |
|                        |
| Capacidad: 850         |
| Equipo local: Nacional |

| Óscar Magurno              |
| Parque Rodó                |
|                            |
| Capacidad: 800             |
| Equipo local: Welcome, DSC |

| Trouville               |
| Pocitos                 |
|                         |
| Capacidad: 774          |
| Equipo local: Trouville |

| Urunday                             |
| Prado                               |
|                                     |
| Capacidad: 700                      |
| Equipo local: Urunday Universitario |

| \| Albérico J. Passadore \| \| Colón \| \| \| \| Capacidad: 500 \| \| Equipo local: Olimpia \| |
| Albérico J. Passadore                                                                          |
| Colón                                                                                          |
|                                                                                                |
| Capacidad: 500                                                                                 |
| Equipo local: Olimpia                                                                          |

## Modo de disputa
La Liga Uruguaya está dividida en cinco etapas, el torneo clasificatorio, el torneo reclasificatorio, la Súper liga, el descenso y los play-offs.
Torneo clasificatorio
Con el nombre Mario Hopenhaym, el torneo clasificatorio es la primera fase de la Liga Uruguaya. Todos los equipos se enfrentan entre sí una vez y además tienen una fecha extra, o fecha de lanzamiento, de partidos, disputando así catorce encuentros.
Por cada partido ganado se entregan dos puntos, por cada encuentro perdido uno. Todos los puntos de esta fase se arrastran para la siguiente salvo los obtenidos en la fecha de lanzamiento. Los ocho mejores equipos avanzan a la Super liga, los demás al torneo reclasificatorio.
Super liga
Llamada 85 años del Club Urunday Universitario y 90 años del Club A. Welcome, es disputada por los mejores ocho equipos del torneo clasificatorio. Los ocho equipos se enfrentan todos contra todos dos veces y arrastran la mitad de puntos de la fase anterior. Los cinco mejores equipos acceden a los play offs, los tres peores a la reclasificación.
Nuevamente, por cada partido ganado se entregan dos puntos, por cada encuentro perdido uno.
Descenso
Los seis peores equipos de la fase clasificatoria disputan un torneo entre ellos a tres ruedas todos contra todos. Por cada partido ganado se entregan dos puntos, por cada encuentro perdido uno, y los tres peores ubicados descienden de categoría, mientras que los tres mejores clasificados avanzan al reclasificatorio.
Torneo reclasificatorio
Llamado Víctor Hugo Berardi, lo disputan los tres peores de la súper liga y los tres mejores del descenso. Se juega una eliminatoria al mejor de cinco y los equipos que vienen de la súper liga tienen ventaja de 1 a 0 en la serie y ventaja de localía.
Play offs
Los play offs de la Liga comienzan en cuartos de final. Se enfrentan al mejor de cinco partidos los tres clasificados del reclasificatorio y los cinco clasificados de la súper liga, con ventaja de localía para los cuatro mejores de la súper liga.
Los ganadores de las llaves avanzan a las semifinales, nuevamente al mejor de cinco partidos y los ganadores avanzan a la final, la cual se disputa al mejor de siete encuentros.

## Torneo Clasificatorio
| Casa\Visitante        | AGU   | BIG   | BOH    | DEF    | GOE    | HEB   | LBO   | MAL    | NAC   | OLI    | TRO   | UUN    | WEL    |
| --------------------- | ----- | ----- | ------ | ------ | ------ | ----- | ----- | ------ | ----- | ------ | ----- | ------ | ------ |
| Aguada                |       | 75-55 | 77-75  | 67-65  | 70-65  | 84-88 | 83-73 | 79-72  | 86-78 | 70-62  | 78-80 | 86-61  | 80-77  |
| Biguá                 | 64-81 |       | 69-79  | 84-79  | 93-77  | 81-79 | 76-66 | 70-79  | 84-75 | 104-75 | 88-95 | 82-78  | 68-70  |
| Bohemios              | 76-77 | 65-97 |        | 85-105 | 94-92  | 76-80 | 73-76 | 80-79  | 66-77 | 74-87  | 54-86 | 72-77  | 83-101 |
| Defensor              | 86-75 | 91-64 | 111-70 |        | 83-100 | 89-98 | 95-80 | 59-65  | 90-89 | 91-82  | 86-82 | 79-89  | 86-101 |
| Goes                  | 80-73 | 80-48 | 90-71  | 84-94  |        | 70-75 | 79-73 | 60-70  | 81-73 | 80-68  | 83-75 | 111-78 | 84-90  |
| Hebraica y Macabi     | 83-86 | 81-92 | 99-81  | 90-81  | 90-92  |       | 96-76 | 82-106 | 84-73 | 81-65  | 76-71 | 95-102 | 82-91  |
| Larre Borges          | 67-63 | 89-64 | 75-65  | 82-110 | 61-60  | 79-83 |       | 70-72  | 58-81 | 94-80  | 78-87 | 81-85  | 80-74  |
| Malvín                | 69-62 | 81-79 | 100-74 | 87-76  | 70-59  | 77-90 | 71-67 |        | 79-86 | 60-68  | 75-56 | 68-83  | 84-75  |
| Nacional              | 82-80 | 70-64 | 77-74  | 89-67  | 83-80  | 67-66 | 96-72 | 79-81  |       | 83-86  | 72-54 | 89-77  | 106-86 |
| Olimpia               | 73-88 | 61-64 | 84-56  | 90-86  | 75-98  | 84-91 | 82-61 | 81-75  | 73-66 |        | 88-76 | 97-87  | 68-78  |
| Trouville             | 87-89 | 69-66 | 108-47 | 95-93  | 70-81  | 82-87 | 66-69 | 86-96  | 90-86 | 80-78  |       | 80-86  | 80-73  |
| Urunday Universitario | 74-64 | 86-66 | 73-66  | 69-97  | 85-92  | 85-66 | 97-79 | 83-79  | 80-94 | 84-81  | 62-90 |        | 91-70  |
| Welcome               | 96-80 | 80-88 | 75-82  | 102-82 | 99-78  | 73-80 | 99-91 | 87-78  | 81-74 | 93-80  | 81-83 | 98-78  |        |

### Clasificación Torneo Clasificatorio
| Pos. | Club                  | J  | V  | D  | P+   | P-   | Pts. | Clasificación |
| ---- | --------------------- | -- | -- | -- | ---- | ---- | ---- | ------------- |
| 1    | Malvín                | 24 | 15 | 9  | 1873 | 1791 | 39   | Play-offs     |
| 2    | Hebraica y Macabi     | 24 | 15 | 9  | 2029 | 1965 | 39   | Play-offs     |
| 3    | Nacional              | 24 | 14 | 10 | 1945 | 1839 | 38   | Play-offs     |
| 4    | Welcome               | 24 | 14 | 10 | 2050 | 1966 | 38   | Play-offs     |
| 5    | Urunday Universitario | 24 | 14 | 10 | 1950 | 1982 | 38   | Play-offs     |
| 6    | Goes                  | 24 | 13 | 11 | 1956 | 1861 | 37   | Play-offs     |
| 7    | Aguada                | 24 | 15 | 9  | 1853 | 1788 | 37   | Play-offs     |
| 8    | Defensor Sporting     | 24 | 12 | 12 | 1928 | 1872 | 36   | Play-offs     |
| 9    | Trouville             | 24 | 11 | 13 | 2081 | 2019 | 35   |               |
| 10   | Biguá                 | 24 | 11 | 13 | 1810 | 1861 | 35   |               |
| 11   | Olimpia               | 24 | 10 | 14 | 1868 | 1920 | 34   |               |
| 12   | Larre Borges          | 24 | 8  | 16 | 1797 | 1944 | 32   |               |
| 13   | Bohemios              | 24 | 4  | 20 | 1740 | 2072 | 28   | Descenso      |

## Segunda ronda

### Liguilla
| Pos. | Club                  | J | V | D | P+  | P-  | Pts. |     | C/V   | MAL     | HEB   | NAC   | WEL   | UNI   | GOE   | AGU    | DEF |
| ---- | --------------------- | - | - | - | --- | --- | ---- | --- | ----- | ------- | ----- | ----- | ----- | ----- | ----- | ------ | --- |
| 1    | Malvín                | 7 | 5 | 2 | 570 | 545 | 31,5 | MAL |       | 92-86   |       | 94-85 |       | 80-71 | 76-81 | 79-85  |     |
| 2    | Aguada                | 7 | 6 | 1 | 559 | 537 | 31,5 | HEB |       |         | 88-98 |       |       | 82-88 | 79-81 | 96-106 |     |
| 3    | Goes                  | 7 | 5 | 2 | 579 | 558 | 30,5 | NAC | 68-75 |         |       | 88-96 | 86-88 |       |       | 93-87  |     |
| 4    | Welcome               | 7 | 3 | 4 | 630 | 629 | 29   | WEL |       | 101-106 |       |       |       | 87-91 | 83-85 | 92-85  |     |
| 5    | Nacional              | 7 | 3 | 4 | 582 | 586 | 29   | UNI | 69-74 | 84-92   |       | 80-86 |       |       |       |        |     |
| 6    | Defensor Sporting     | 7 | 4 | 3 | 634 | 612 | 28,5 | GOE |       |         | 82-81 |       | 90-71 |       | 63-76 | 94-81  |     |
| 7    | Hebraica y Macabi     | 7 | 2 | 5 | 629 | 650 | 28,5 | AGU |       |         | 70-68 |       | 83-69 |       |       |        |     |
| 8    | Urunday Universitario | 7 | 0 | 7 | 536 | 602 | 26   | DEF |       |         |       |       | 91-75 |       | 99-83 |        |     |

### Permanencia
| Pos. | Club         | J | V | D | P+  | P-  | Pts. | Notas    |
| ---- | ------------ | - | - | - | --- | --- | ---- | -------- |
| 1    | Olimpia      | 4 | 3 | 1 | 325 | 325 | 24   |          |
| 2    | Trouville    | 4 | 2 | 2 | 312 | 325 | 24   |          |
| 3    | Biguá        | 4 | 2 | 2 | 352 | 338 | 23,5 |          |
| 4    | Larre Borges | 4 | 1 | 3 | 362 | 363 | 21   | Descenso |

## Play-offs
|  | 3 - 17 de abril | 3 - 17 de abril       | 3 - 17 de abril |          |   | 19 de abril - 5 de mayo | 19 de abril - 5 de mayo | 19 de abril - 5 de mayo |  |   |        |   |  |  |
|  |                 |                       |                 |          |   |                         |                         |                         |  |   |        |   |  |  |
|  |                 |                       |                 |          |   |                         |                         |                         |  |   |        |   |  |  |
|  | 1               | Aguada                | 3               |          |   |                         |                         |                         |  |   |        |   |  |  |
|  | 1               | Aguada                | 3               |          |   |                         |                         |                         |  |   |        |   |  |  |
|  | 8               | Urunday Universitario | 0               |          |   |                         |                         |                         |  |   |        |   |  |  |
|  | 8               | Urunday Universitario | 0               |          | 1 | Aguada                  | 3                       |                         |  |   |        |   |  |  |
|  |                 |                       |                 |          | 1 | Aguada                  | 3                       |                         |  |   |        |   |  |  |
|  |                 |                       | 5               | Nacional | 2 |                         |                         |                         |  |   |        |   |  |  |
|  | 5               | Nacional              | 5               | Nacional | 2 | 3                       |                         |                         |  |   |        |   |  |  |
|  | 5               | Nacional              |                 |          |   |                         |                         |                         |  |   |        |   |  |  |
|  | 4               | Welcome               | 2               |          |   |                         |                         |                         |  |   |        |   |  |  |
|  | 4               | Welcome               | 2               |          |   |                         |                         |                         |  | 1 | Aguada | 3 |  |  |
|  |                 |                       |                 |          |   |                         |                         |                         |  | 1 | Aguada | 3 |  |  |
|  |                 |                       | 2               | Malvín   | 4 |                         |                         |                         |  |   |        |   |  |  |
|  | 3               | Goes                  | 2               | Malvín   | 4 | 1                       |                         |                         |  |   |        |   |  |  |
|  | 3               | Goes                  |                 |          |   |                         |                         |                         |  |   |        |   |  |  |
|  | 6               | Defensor Sporting     | 3               |          |   |                         |                         |                         |  |   |        |   |  |  |
|  | 6               | Defensor Sporting     | 3               |          | 6 | Defensor Sporting       | 1                       |                         |  |   |        |   |  |  |
|  |                 |                       |                 |          | 6 | Defensor Sporting       | 1                       |                         |  |   |        |   |  |  |
|  |                 |                       | 2               | Malvín   | 3 |                         |                         |                         |  |   |        |   |  |  |
|  | 2               | Malvín                | 2               | Malvín   | 3 | 3                       |                         |                         |  |   |        |   |  |  |
|  | 2               | Malvín                |                 |          |   |                         |                         |                         |  |   |        |   |  |  |
|  | 7               | Hebraica y Macabi     | 2               |          |   |                         |                         |                         |  |   |        |   |  |  |
|  | 7               | Hebraica y Macabi     | 2               |          |   |                         |                         |                         |  |   |        |   |  |  |
|  |                 |                       |                 |          |   |                         |                         |                         |  |   |        |   |  |  |

### Cuartos de final
| Equipo 1 | Serie | Equipo 2              | 1.º Juego | 2.º Juego | 3.º Juego | 4.º Juego | 5.º Juego |
| -------- | ----- | --------------------- | --------- | --------- | --------- | --------- | --------- |
| Aguada   | 3–0   | Urunday Universitario | 76 - 64   | 97 - 85   | 82 - 75   | -         | -         |
| Goes     | 1–3   | Defensor Sporting     | 71 - 100  | 56 - 85   | 89 - 78   | 71 - 83   | -         |
| Malvín   | 3–2   | Hebraica y Macabi     | 97 - 93   | 73 - 71   | 89 - 91   | 55 - 69   | 80 - 69   |
| Welcome  | 2–3   | Nacional              | 85 - 67   | 77 - 80   | 79 - 85   | 89 - 75   | 68 - 70   |

### Semifinales
| Equipo 1 | Serie | Equipo 2          | 1.º Juego | 2.º Juego | 3.º Juego | 4.º Juego | 5.º Juego |
| -------- | ----- | ----------------- | --------- | --------- | --------- | --------- | --------- |
| Aguada   | 3–2   | Nacional          | 76 - 81   | 79 - 61   | 81 - 91   | 74 - 55   | 84 - 77   |
| Malvín   | 3–1   | Defensor Sporting | 73 - 68   | 67 - 73   | 85 - 82   | 79 - 69   | -         |

### Finales
| Equipo 1 | Serie | Equipo 2 | 1.º Juego | 2.º Juego | 3.º Juego | 4.º Juego | 5.º Juego | 6.º Juego | 7.º Juego |
| -------- | ----- | -------- | --------- | --------- | --------- | --------- | --------- | --------- | --------- |
| Aguada   | 3–4   | Malvín   | 71 - 86   | 64 - 73   | 101 - 64  | 75 - 70   | 76 - 79   | 86 - 69   | 72 - 77   |

## Campeón
| Campeón de la LUB 2017-18 |
| ------------------------- |
| Malvín 5.° título         |